# Станислав Виспянски
Станѝслав Матѐуш Игна̀ци Виспя̀нски (на полски: Stanisław Mateusz Ignacy Wyspiański) е полски драматург, поет, художник, график, архитект. Представител на епохата на Млада Полша.

## Биография
Роден е на 15 януари 1869 г. в Краков в семейството на скулптора Франчишек Виспянски. Завършва гимназията „Св. Анна“, където получава задълбочени познания по антична култура и литература. Силно влияние върху бъдещия творец оказва атмосферата на родния му град – старата столица на Полша, съхранила спомените за националната традиция.
Следва в краковската Академия за изящни изкуства под ръководството на Ян Матейко и във Философския факултет на Ягелонския университет, където изучава история, история на изкуството и литературата. Още като студент работи при обновяването на Мариацката катедрала, участва в аматьорски театрални постановки, пише кратки лирически и драматургични творби.
През 1890 г. предприема пътуване през Австрия, Италия, Франция и Германия, а в периода 1891 – 1894 г. следва в частната художествена школа Acadėmie Colarossi в Париж. По време на пътуванията си се запознава с шедьоврите на готическата и романската сакрална архитектура, посещава театрални представления на класически и съвременни пиеси. У него се заражда концепцията за тотално произведение на изкуството, което подобно на катедралата да обединява в себе си опита на историята и съвременността.
Връща се в Краков през 1904 г. Проектира и частично осъществява реконструкцията на витражите в църквата на францисканците. Сътрудничи си с Градския театър в Краков, а от 1897 г. и със сп. „Жиче“, едно от най-важните модернистични издания. От 1902 г. преподава в Академията за изящни изкуства в Краков. През 1905 г. се кандидатира за директор на Градския театър, като планира обновяване на театралния репертоар, но позицията е дадена на Лудвиг Солски.
Боледува продължително, последните години от живота си прекарва във Венгжице, близо до Краков, където диктува творбите, над които работи. Умира на 28 ноември 1907 г. в Краков, а погребението му се превръща в национална манифестация. Погребан е в криптата на заслужилите поляци на Скалка.

## Творчество

### Изобразителни и приложни изкуства
Станислав Виспянски е сред основателите на Дружеството на полските творци „Изкуство“, създадено в Краков през 1897 г. От 1902 г. завежда катедрата по декоративна и църковна живопис в Академията за изящни изкуства. Активно се ангажира с опазването на паметниците на културата в родния си град. В периода 1898 – 1899 е художествен директор на модернистичното списание „Жиче“.
Творчеството на Виспянски е богато и разнообразно. Рисува портрети и пейзажи, най-често с пастел. В ранния си период е повлиян от импресионистите, по-късно се насочва към монументалната живопис, доближава се до символизма и експресионизма. Портретите му се отличават с ясен рисунък и засилен психологизъм. Характерни за Виспянски са детските портрети, изпълнени с лиризъм. В пейзажите си включва наблюдения върху природните явления, съчетани със символични препратки към универсалните закони на природата и човешката история.
- „Растения през нощта“, 1898 – 1899 г.
- Портрет на Йозеф Мехофер, 1898 г.
- „Момиче с ваза с цветя“, 1902 г.
- „Майчинство“, 1905 г.
- Портрет на Йежи Жулавски
- Автопортрет, 1907 г.

Виспянски се занимава със стенопис, изработва мащабни витражи, сред които най-известен е проектът, изготвен за църквата на францисканците в Краков. Проектира мебели и театрални костюми, изявява се като сценограф и типограф. Във връзка със стогодишнината от смъртта на твореца Националният музей във Варшава подготвя изложба, включваща негови платна, проекти за витражи, мебели, костюми, винетки, плакати, корици, скици на архитектурни детайл и др. С решение на полския сейм 2007 е обявена за година на Виспянски.
- „Бог Създател“, витраж в катедралата „Св. Франциск“ в Краков
- „Аполон“, витраж в Дома на лекарския съюз в Краков, 1904 г.
- Прозорци с витражи в Дома на лекарския съюз в Краков, 1904 г.
- „Хенрик II Набожни“ в „Павилион Виспянски 2000“ в Краков
- „Кажимеж III Велики“ в „Павилион Виспянски 2000“ в Краков